# Sandy Tate River
Der Sandy Tate River ist ein Fluss in der Region Far North Queensland im Nordosten des australischen Bundesstaates Queensland.

## Geographie
Der Fluss entspringt rund 130 Kilometer westsüdwestlich von Innisfail in den Atherton Tablelands, einem Teil der Great Dividing Range. Der Sandy Tate River fließt nach Nordwesten und mündet etwa zehn Kilometer südlich von Oondann in den Tate River.